# Corps Hercynia Clausthal
Das Corps Hercynia ist eine farbentragende und pflichtschlagende Studentenverbindung, die dem Dachverband des Weinheimer Senioren-Convents (WSC) angehört. Das Corps Hercynia ist die älteste der am Hochschulort Clausthal gegründeten und heute noch bestehenden Studentenverbindungen.
An der Technischen Universität Clausthal bildet Hercynia zusammen mit den Weinheimer Corps Montania und Borussia den Senioren-Convent zu Clausthal.

## Zirkel, Wahlspruch und Couleur
Bis 1900 waren die Farben des Corps Hellblau-Weiß-Hellblau. Da es aber häufig zu Verwechselungen mit den Stadtfarben von Clausthal und einiger anderer Vereine kam, änderte man diese in Hellblau-Weiß-Dunkelblau. Das zweifarbige Fuchsenband hat die Farben Hellblau-Weiß. Mütze und Tönnchen sind hellblau. Anstelle der bei vielen Verbindungen üblichen Pekesche wird bei feierlichen Anlässen der Bergkittel getragen.
Der Zirkel setzt sich aus den Anfangsbuchstaben H(ercynia) v(ivat) c(rescat) f(loreat) (lat.: „Hercynia möge leben, wachsen und erblühen“) zusammen. Der Wahlspruch lautet „Famam extendere factis, hoc virtutis opus“ (nach Vergils Aeneis, Buch 10, 467, lat., so viel wie „den Ruhm durch Taten auszudehnen, das ist das Werk der Tapferkeit“), als Waffenspruch wählte man „Glückauf“, um die Verbundenheit mit dem Oberharzer Bergbau zu betonen.

## Geschichte

### Gründung des Corps und erste Jahre
An der Bergschule Clausthal verbot die Bergschulordnung von 1859 mit dem sogenannten „Regulativ“ den Zusammenschluss zu „Corps-Verbindungen oder Landsmannschaften“. Die Regelung galt auch noch, nachdem die Bergschule im Jahr 1864 zur Bergakademie erhoben worden war. Dies führte dazu, dass viele Bergschüler an die Bergakademien in Berlin oder Freiberg auswichen, wo schon damals die volle akademische Freiheit herrschte. Trotz dieses Regulativs und obwohl bereits zwei Verbindungen wieder aufgelöst worden waren, wurde das Corps Hercynia am 19. April 1866 im Zechenhaus Voigtslust bei Clausthal unter dem Tarnnamen „Verbindung zur Beförderung der Gemütlichkeit und Einigkeit unter den Mitgliedern“ gegründet. Die Gründungsmitglieder stammten sämtlich aus Clausthaler Bergmannsfamilien und waren am Clausthaler Gymnasium Mitglieder einer Schülerverbindung Concordia gewesen.
Bereits in der ersten Verfassung des Corps vom 1. Juni 1866 waren der Charakter einer schlagenden Verbindung, Wahlspruch und Waffenspruch festgelegt worden. Als Farben wählte man „Hellblau-Weiß-Hellblau“ – die Stadtfarben von Clausthal. Die erste Mensur wurde am 15. November 1866 in Göttingen ausgetragen, die erste Clausthaler Mensur am 23. Februar 1867 im Zechenhaus Voigtslust.
Erst am 9. Mai 1867 wagte man den nächsten Schritt und erklärte sich öffentlich zum „Corps Hercynia“. In der Folge verkündete Bergrat Roemer, der Direktor der damaligen Bergakademie, am 4. Juli 1867 die Auflösung der Verbindung. Eine von allen Professoren der Bergakademie unterstützte Eingabe der Hercynen beim Berg- und Forstamt, der damals vorgesetzten Stelle der Bergakademie, führte dort zu einem Umdenken, denn man befürchtete, dass bei einem Weiterbestehen des Verbotes noch mehr Studierende an andere Hochschulen abwandern würden. So wurde am 27. Oktober 1867 durch Bergrat von Groddeck, den Nachfolger Roemers, das Verbot von mensurbeflissenen Verbindungen endgültig aufgehoben.
Nach Aufhebung dieses Regulativs wurden an der Bergakademie weitere Verbindungen gegründet. Bis zur Jahrhundertwende waren dies 1868 das Corps Montania, 1875 das Corps Borussia, 1890 der Abendschoppen Clausthaler Studierender als Vorgänger der Burschenschaft Schlägel und Eisen, 1892 der Akademische Kegelclub Glück Auf als Vorgänger der Turnerschaft Germania und 1903 der Verein Deutscher Studenten in Clausthal (VdSt).
Am 23. November 1867 wurde ein Senioren-Convent (SC) gegründet, dem je drei Mitglieder der Hercynia und des Vereins zum lustigen Arschleder – dem 1867 gegründeten Vorgänger des heutigen Corps Montania – angehörten. Aufgabe des Senioren-Convents war es, die häufigen Streitigkeiten zwischen den Studierenden der Bergakademie zu schlichten. Nach der Gründung des Corps Montania am 11. Juli 1868 ging hieraus der Clausthaler SC hervor. Als drittes Mitglied wurde 1892 das bereits 1875 gegründete Corps Borussia in den Clausthaler SC aufgenommen.
Auf Vermittlung des Freiberger SC waren die Corps des Clausthaler SC am 22. Mai 1874 in den WSC aufgenommen worden. 1883 kam es zu Streitigkeiten im WSC, da an den beiden Bergakademien Clausthal und Freiberg nicht das Maturitätsprinzip galt. Studierende konnten hier auch ohne Reifezeugnis als Hospitanten zugelassen werden und nach einer Wartezeit von einem Jahr und einer Aufnahmeprüfung als reguläre Studenten zugelassen werden. Als im WSC ein Antrag, die Corps der beiden Bergakademien aus diesem Grund auszuschließen, scheiterte, traten die anderen Hochschulen aus dem Verband aus und gründeten den WSC im folgenden Jahr neu. Der alte WSC wurde von den Clausthalern und Freibergern noch fünf Jahre weitergeführt. Erst nachdem 1905 durch einen Ministererlass das Maturitätsprinzip auch für Bergakademie Clausthal galt, wurde der Clausthaler SC am 6. Mai 1905 wieder in den WSC aufgenommen.
Bei Ausbruch des Ersten Weltkriegs wurde die Bergakademie geschlossen, da sowohl die Studenten als auch ein Teil des Lehrkörpers zum Kriegsdienst eingezogen worden waren. Während dieser Zeit ruhte auch der Corpsbetrieb.

### Von 1919 bis zum Ende des Zweiten Weltkriegs
Im Januar 1919 wurde der Vorlesungsbetrieb an der Bergakademie wieder aufgenommen, damit wurde auch der unterbrochene Corpsbetrieb wieder fortgesetzt. In der Folgezeit stieg die Zahl der Studierenden an der Bergakademie kontinuierlich an. Waren im Sommersemester 1919 erst 205 Studenten eingeschrieben, so war deren Zahl 1921 bereits auf 497 gestiegen und erreichte im Wintersemester 1923/24 mit 913 Studierenden ihren Höchststand. In der Folge gründeten sich in Clausthal auch viele neue Verbindungen, die aber nach wenigen Jahren wegen der nun rückläufigen Studentenzahlen wieder suspendieren mussten.
Ab 1933 wurde auf das Corps und die anderen Verbindungen zunehmend Druck durch NSDAP und ihre Gliederungen ausgeübt. Die Aktiven mussten dem Nationalsozialistischen Deutschen Studentenbund (NSDStB) beitreten und der Corpsbetrieb wurde weitgehend durch Schulungs- und Kameradschaftsabende der SA verdrängt. Dennoch hatte die Leitung der Clausthaler Studentenschaft bis 1935 in den Händen korporierter Studenten gelegen, obwohl der 1925 gegründete NS-Studentenbund bereits seit 1930/31 an vielen anderen Hochschulen die Mehrheit in den Allgemeinen Studentenausschüssen stellte.
Unter dem Druck des NSDStB löste der WSC sich am 20. Oktober 1935 auf, dem folgten die Clausthaler Corps am 6. November 1935. Im Gegensatz zu den Aktivitates blieben aber die Altherrenschaften der Corps erhalten.
Die Studenten wurden nun in Kameradschaften des NS-Studentenbundes zusammengefasst, in die alle Erstsemester eintreten mussten. Gab es in Clausthal anfänglich nur eine solche Organisation (die „Urkameradschaft“ ab 1935), so bildeten sich 1937 an der Bergakademie innerhalb des NSDStB drei verschiedene Kameradschaften heraus, die sich im Wesentlichen an den alten Verbandsstrukturen orientierten. Dies waren:
- „Kameradschaft I“, benannt nach Emil Thuy, bestehend aus ehemaligen Mitgliedern von Germania, Rhenania und Glückauf, Treffpunkt war das Haus der ehemaligen Turnerschaft "Germania" an der "Bremer Höhe".
- „Kameradschaft II“ (genannt „Schlägel und Eisen“) aus ehem. Mitgliedern von Schlägel und Eisen und des VdSt, Treffpunkt war das Haus der ehem. Burschenschaft "Schlägel und Eisen" an der Adolf-Ey-Straße.
- „Kameradschaft III“ (benannt nach Kurt Elliesen, einem Clausthaler Hercynen, der 1921 im Kampf gegen Insurgenten gefallen war[9]), bestehend aus den drei Corps, Treffpunkt war das Haus des ehem. Corps Borussia.

Diese Kameradschaften blieben auch während des Zweiten Weltkriegs bestehen.
Die Fahnen aller Clausthaler Korporationen wurden am 25. September 1937 in einem Festakt dem Rektor der Bergakademie übergeben und in der Aula aufgestellt, wo sie bis 1945 verblieben. Ab 1946 wurden die Fahnen an die wieder erstandenen Verbindungen zurückgegeben. Bei Beginn des Zweiten Weltkriegs wurde die Hochschule zunächst geschlossen, aber wegen des Bedarfs an qualifizierten Ingenieuren fand ab Januar 1940 zeitweilig ein Betrieb in Trimestern statt. Ab dem Wintersemester 1941/42 wurde der Lehrbetrieb wieder im vollen Umfang aufgenommen und bis zum Einmarsch der Amerikaner am 13. April 1945 fortgesetzt.

### Nachkriegszeit
Nachdem Professor Gerhard Krüger, seit Dezember 1945 als Rektor der Bergakademie eingesetzt, sich erfolgreich gegen Bestrebungen der britischen Besatzungsmacht gewandt hatte, die Bergakademie zu schließen, wurde der Vorlesungsbetrieb am 12. Juni 1946 wieder aufgenommen. Im ersten Semester war die Zahl der Studierenden noch auf 200 beschränkt worden, stieg aber in der Folgezeit rasch an und im Sommersemester 1950 waren bereits 721 Studenten immatrikuliert.
Nach Kriegsende wurden die Kameradschaften aufgelöst, die Bildung von Verbindungen blieb aber vorerst verboten. Zunächst waren nur reine Interessenvertretungen gegenüber der Bergakademie gestattet, wie z. B. in Form des Allgemeinen Studentenausschusses (AStA) und von Fachschaften. Später erlaubte man auch die Gründung von Freundschaftsbünden. Mitte Juli 1946 bildeten ehemalige Mitglieder der Kameradschaft III den „Bergakademischen Verein“ (BAV) als einen solchen Freundschaftsbund. Dieser wurde nach Vorlage der Satzung und des Mitgliederverzeichnisses durch den „Education Officer“ der Militärregierung in Göttingen am 14. Oktober 1946 lizenziert.
Im Sommer 1950 fasste die Altherrenschaft des ehemaligen Corps Montania den Beschluss, aus den Mitgliedern des BAV wieder ein eigenes Corps aufzubauen. Bereits am 8. Oktober 1949 war nämlich der Weinheimer Verband Alter Corpsstudenten neu entstanden, dessen Ziel es war, den WSC als Verband von aktiven Corps neu zu gründen. Infolgedessen wurde von den übrig gebliebenen Mitglieder des BAV das Corps „Hercynia-Borussia“ gegründet und am 17. Februar 1951 der Clausthaler SC mit diesen beiden Corps wieder aufgemacht. Im Sommer 1952 wurde aus dieser Verbindung das alte Corps Borussia restituiert und zum 21. Juni 1952 nahm das Corps „Hercynia-Borussia“ wieder den alten Namen „Hercynia“ an. Seit dieser Zeit besteht der Clausthaler SC wieder in der alten Form mit den drei Corps Hercynia, Montania und Borussia.

## Corpsheime

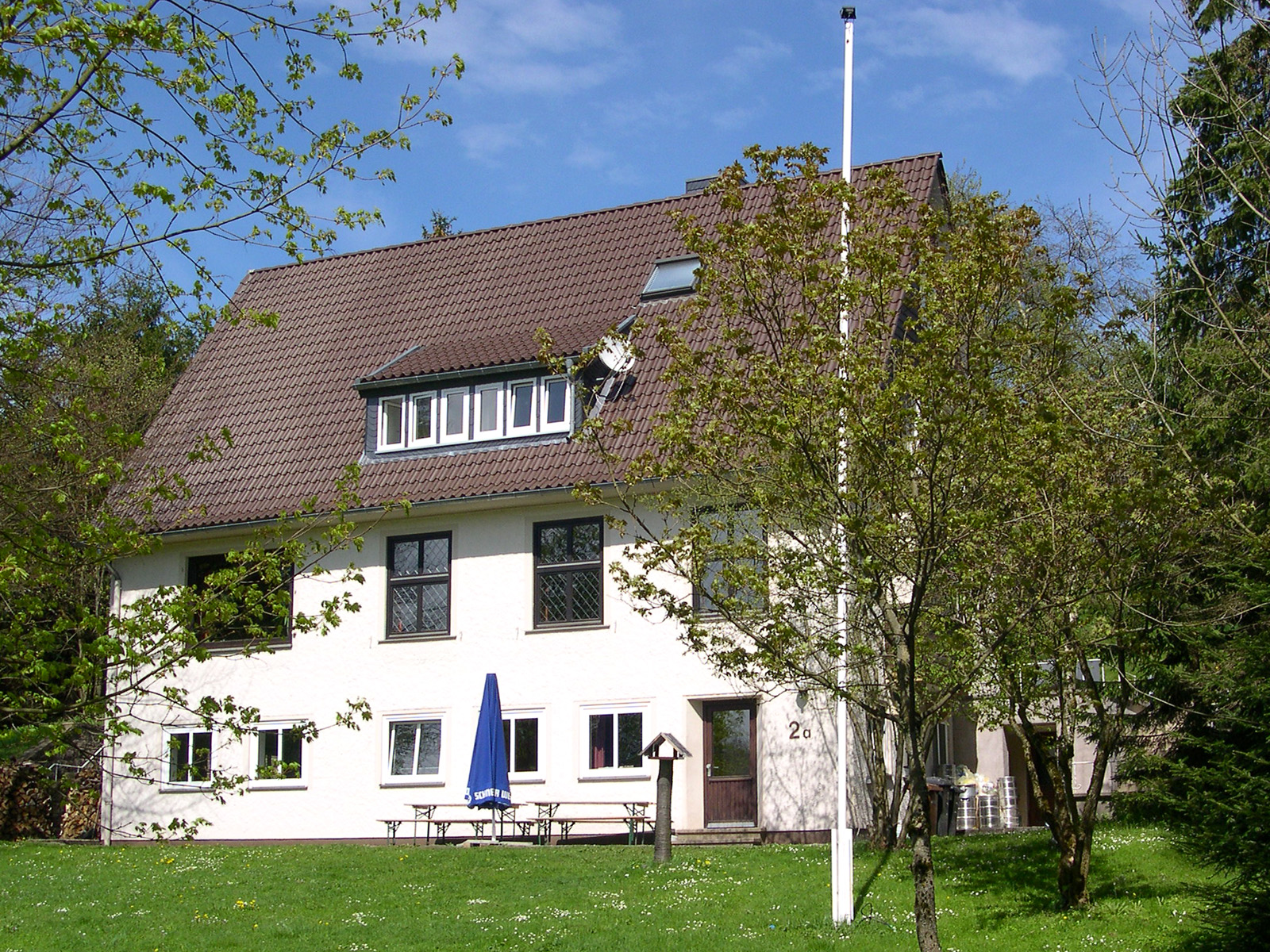
Corpshaus der Hercynia

Nach ihrer Gründung im Zechenhaus Voigtslust (1896 zu einem Kurhaus umgebaut, heute eine Jugendheimschule) tagte das Corps in den Räumen des Zechenhauses. Im Herbst 1866 zog man in das „Hotel Rathaus“ um. Nach dem Tod von Hermann Koch, dem Vater eines der Corpsgründer, bezog man 1877 dessen Elternhaus am Kronenplatz. Nächste Station waren zwei Zimmer des Hotels „Deutscher Kaiser“. Im Jahr 1894 hatte Ukena, ein weiterer Gründerbursche des Corps, ein kleines Haus am unteren Zellbach erworben, das er im Juli 1895 dem Corps überließ. Hier konnte das Corps bis 1912 bleiben.
Bereits im Jahr zuvor hatte man eine Kommission gegründet, die Pläne für den Neubau eines Corpshauses erarbeitete. Grundsteinlegung war am 17. Juli 1912 und am 14. Juni 1913 wurde anlässlich des Stiftungsfestes das neue Corpshaus am oberen Zellbach an die Aktivitas übergeben. Als das aktive Corps 1935 aufgelöst wurde, verkaufte die Altherrenschaft das Haus am Zellbach.
Danach war das Preußenhaus (Corps Borussia) für lange Zeit Sitz der Hercynen. 1953 konnte der Grundstein für ein eigenes Corpshaus gelegt werden, nachdem man an der Adolf-Ey-Straße ein etwas abseits gelegenes Grundstück erworben hatte. Im November 1954 wurde der noch nicht fertiggestellte Bau bezogen und zum Stiftungsfest im Juni 1955 wurde das neue Haus feierlich eingeweiht.

## Verband Alter Herren
Am 31. Mai 1902 gründeten einige Alten Herren in Bochum den „Alte-Herren-Verband des Corps Hercynia“. Zweck des Verbandes war es, das aktive Corps zu unterstützen. Die erste Mitgliederversammlung fand am 8. November 1903 in Clausthal statt. Am 4. April 1905 wurde der Verband vor dem Königlichen Amtsgericht Zellerfeld unter der Nummer 11 und dem Namen „Verband Alter Herren des Corps Hercynia zu Clausthal“ (VAH) in das Vereinsregister eingetragen.
1935, als das aktive Corps sich auflöste, blieb der VAH bestehen, benannte sich aber in „Verein ehemaliger Clausthaler Hercynen“ um. Nach der Restitution des Corps im Jahre 1952 nahm der Altherrenverband wieder den alten – 1905 gewählten – Namen an.

## Auswärtige Beziehungen
Der erste Freundschaftsvertrag wurde auf Grund der engen Beziehungen zur Bergakademie Freiberg am 4. Dezember 1882 mit dem Corps Montania Freiberg, dem heutigen Corps Saxo Montania Aachen, abgeschlossen. Das Verhältnis endete 1894, als es zu Unstimmigkeiten über die Aufnahme in den neuen WSC kam.
Nach der vom Freiberger SC unterstützten Wiederaufnahme des Clausthaler SC in den WSC wurde am 1. Juli 1905 ein Freundschaftsvertrag mit dem Freiberger Corps Franconia (heute Corps Franconia Fribergensis zu Aachen) abgeschlossen. 1926 wurde dieser zu einem Kartellvertrag erweitert, der nach der Restitution des Corps Franconia in Aachen 1955 erneuert wurde und auch heute (2015) noch besteht.

## Clausthaler Hercynen
- Robert Biewend (1844–1913), Professor für Eisenhüttenkunde an der Bergakademie Clausthal, Stifter des Corps
- Jochen Friedrich Kirchhoff (1927–2019), Unternehmer, Vorsitzender des Beirates und des Gesellschafterkreises der Kirchhoff Gruppe
- Friedrich Klockmann (1858–1937), Mineraloge, Professor für Mineralogie und Petrografie, Rektor der RWTH Aachen. Nach ihm wurde das Mineral Klockmannit benannt.
- Hugo Koch (1845–1932), Direktor der Berginspektion in Tarnowitz in Oberschlesien, Direktor des staatlichen Blei- und Silbererzbergwerkes Friedrichsgrube, Leiter des  Hüttenamtes in Friedrichshütte, Honorarprofessor der Technischen Hochschule Braunschweig, Stifter des Corps
- Wulf Dietrich Liestmann (* 1937), Stahlmanager
- Walter Lippe (1885–1963), Bergdirektor, Abgeordneter zum Sächsischen Landtag
- Karl Schuh (1876–1960), Eisenhütteningenieur, Vorstand der AG für Hüttenbetrieb im Thyssen-Konzern, Vorstand der Vereinigten Stahlwerke, Hüttendirektor des Hüttenbetriebes in Meiderich
- Gustav Weinholz (1874–1951), Bergbauingenieur, Vorstand der Braunschweigischen Kohlen-Bergwerke AG